# المعهد الهولندي لبحوث الفضاء

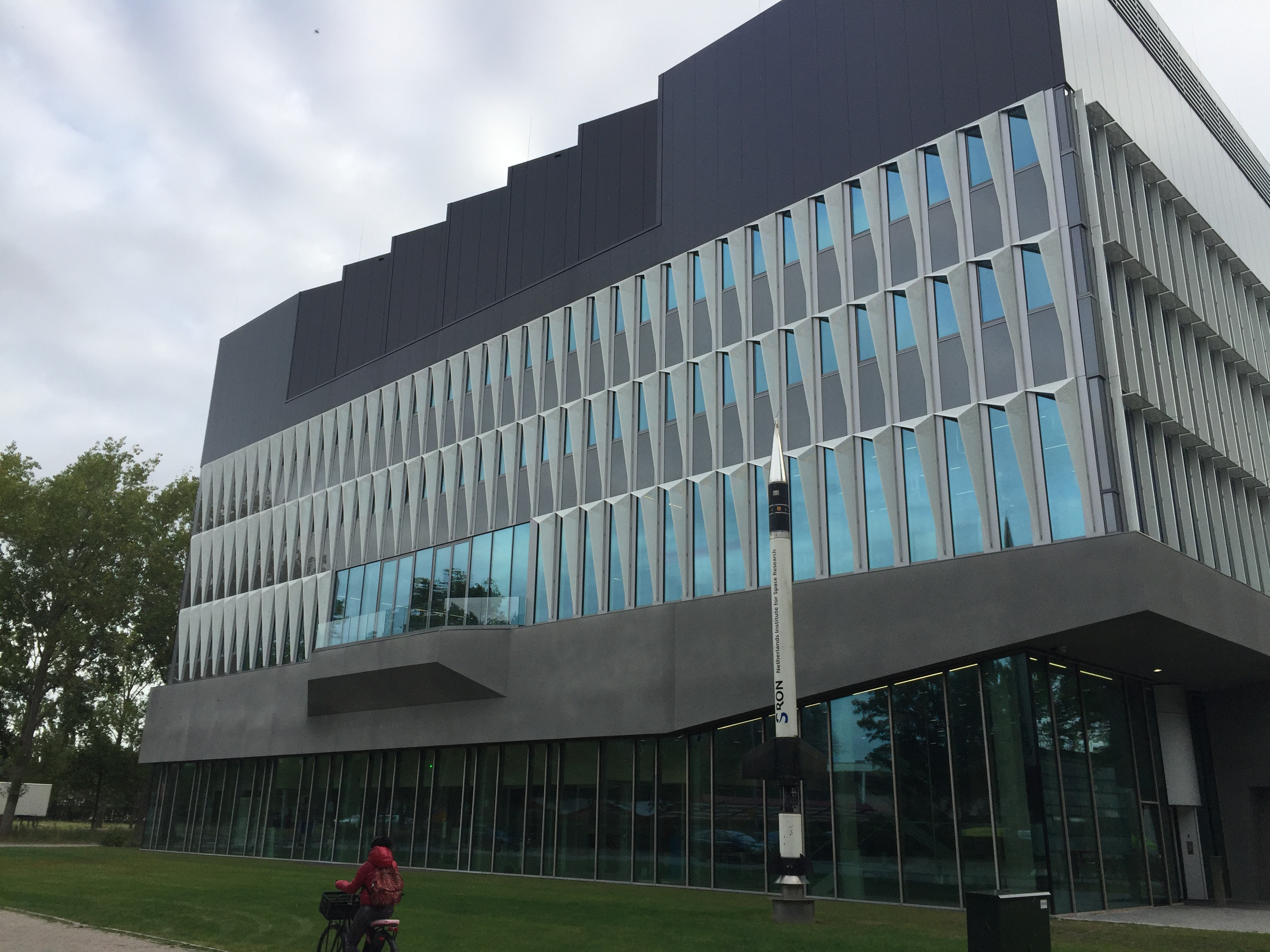

سرون المعهد الهولندي لأبحاث الفضاء هي وكالة هولندية في إطار منظمة الهولندية للبحوث العلمية (NWO) المسؤولة عن تعزيز وتنسيق ودعم الأنشطة الهولندية في أبحاث الفضاء. سرون تطور أدوات فضائية للعلوم الفيزياء الفلكية والأرض [1].
تأسست سرون في عام 1983 تحت أسماء السابق مؤسسة Stichting Ruimteonderzoek منظمة لأبحاث الفضاء في هولندا. وتشمل أصحاب المصلحة فيها وكالات الفضاء الرئيسية مثل وكالة الفضاء الأوروبية وناسا. ويدير المعهد من قبل مجلس الإدارة، المكون من أعضاء من المجتمع العلمي، التي تشرف على تشغيل اليومية للوكالة. وينصح مجلس الإدارة من قبل المجلس الاستشاري للعلوم بشأن خطط طويلة الأجل للحفاظ على إستراتيجية تتفق مع الوكالة.
المعهد اثنين من المرافق في هولندا. واحدة رئيسية، وتقع في الجزء الشرقي من أوترخت، والثانية تقع في الجزء الشمالي من جرونينجن.